# Giorgi Alawerdaszwili
Giorgi Alawerdaszwili (gruz. გიორგი ალავერდაშვილი, ur. 21 listopada 1987 w Tbilisi) – gruziński piłkarz występujący na pozycji pomocnika lub napastnika.

## Kariera klubowa
Wychowanek Lokomotiwi Tbilisi, w swojej karierze grał także w takich klubach, jak SK Bordżomi, Kajaanin Haka, Pallo-Iirot, Lusitano GC, SK Samtredia, Banga Gorżdy, Kruoja Pokroje, FK Šiauliai, Gaz Metan Mediaș, Klaipėdos Granitas, Metalurgi Rustawi, Zawisza Bydgoszcz, Guria Lanczchuti, 1. SK Prostějov i TJ Valašské Meziříčí.

## Kariera reprezentacyjna
W 2005 roku zaliczył 2 występy w reprezentacji Gruzji U-19.

## Sukcesy
Lokomotiwi Tbilisi
- Puchar Gruzji: 2004/05